# Brachionidium portillae
Brachionidium portillae är en orkidéart som beskrevs av Carlyle August Luer. Brachionidium portillae ingår i släktet Brachionidium och familjen orkidéer. Inga underarter finns listade i Catalogue of Life.